# Chỉ dụ chống Pháp năm 1860 của hoàng đế Tự Đức
Chỉ dụ chống Pháp năm 1860 của hoàng đế Tự Đức là bản chỉ dụ được vua Tự Đức ban tới toàn thể quân dân nhằm chống lại sự xâm lược của thực dân Pháp sau khi người Pháp tấn công vào Đà Nẵng năm 1858, Sài Gòn năm 1859 và các tỉnh miền Đông Nam Kỳ.

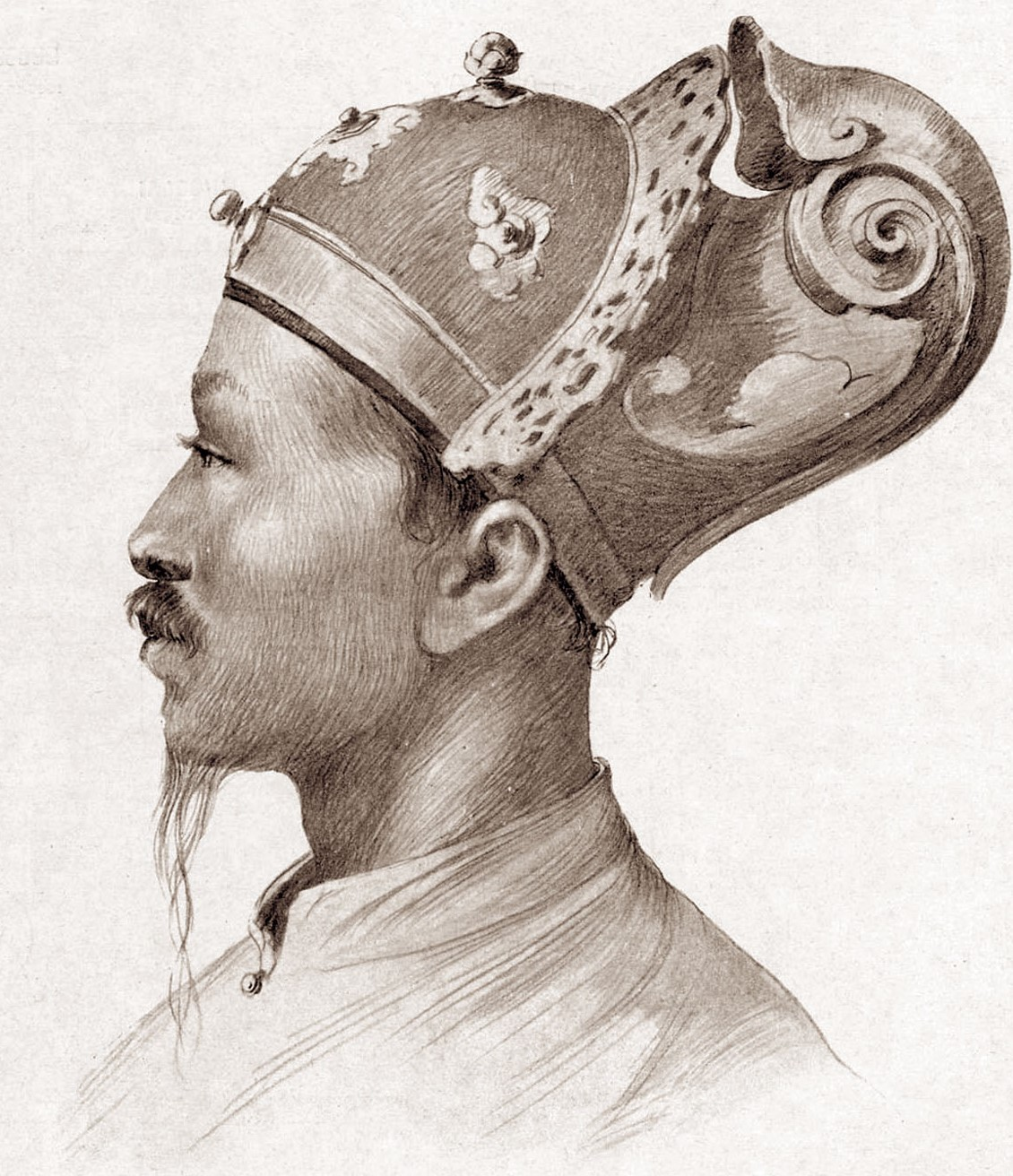
Hoàng đế Tự Đức.

## Hoàn cảnh
Năm 1859, sau khi Pháp đánh lấy được thành Kỳ Hoà, củng cố lực lượng ở đây và lần lượt tấn công các khu vực lân cận của Sài Gòn. Vua Tự Đức ở kinh đô Huế đã gửi bản chỉ dụ này vào các quan quân ở Nam Kỳ để cùng nhân dân chống lại. Bản chỉ dụ của vua Tự Đức được đánh giá là ngay thẳng, giản dị và bộc trực đi sâu vào lòng người dân chất phác lúc bấy giờ. Một trong những phiên bản chỉ dụ này bị quân Pháp lấy được, sau đây là nội dung được dịch từ tài liệu tiếng Pháp:

## Nội dung
Hoàng đế Tự Đức, năm thứ 12, tháng 9, ngày thứ 10
Chỉ dụ tối thượng
Bọn ngoan cố man rợ từ ngoài khơi đến đây, múa may giống như một đàn sâu bọ đê hèn có mục đích hành động hạ cấp và đồi bại. Sau khi gây ra loạn lạc tại Đà Nẵng, chúng lại gây chia rẽ và hành hạ dân tình ở Gia Định, đúng một năm nay. Trẫm đã thường gửi các vị quan võ đem quân để khống chế cái giống hung dữ đó, chặn đứng, hoá giải bọn ấy không cho xâm phạm đến tỉnh thành của ta. Nhưng thuật chiến tranh của chúng rất khéo léo không so sánh được. Trước khi gieo rắc loạn lạc và rối loạn, chúng đòi ta phải đối xử hoà bình với chúng. Nếu như chúng biết lễ nghi và tôn trọng sự tập tục thì ta đã không do dự gì để ban giao, và sau hết ta đã phải chấp nhận cho chúng Đà Nẵng, đấy là chủ đích tham vọng của chúng, để người lính ta khỏi phải khổ sở vì những tai ác và hành hạ do chúng gây ra, nhưng thật ra không thể nào tin cậy vào lòng lang dạ thú của chúng.

Trẫm đã thấy rõ các điều này, vì thế Trẫm ra lệnh cho tất cả ai sinh sống nơi ven biển phải xây thành đắp luỹ phòng thủ, canh phòng nghiêm ngặt, chuẩn bị dùng vũ lực mà đánh tan ý đồ của bọn man rợ xâm phạm vào lãnh thổ của Trẫm. Bây giờ đây, con người của chúng chỉ thấy điều lợi, cứ đòi thêm mãi không dứt lòng tham, nếu ta cứ chiều theo dục vọng của chúng, thì quốc gia này sẽ ra sao, ai còn dám nghĩ tới nữa?. Cho nên Trẫm vẫn nỗ lực kêu gọi tìm phương tiện đánh đuổi chúng, phá tan âm mưu gian trá của chúng. Nhưng khi hy vọng tiêu tan chúng lại càng tỏ ra ngoan cố. Từ từ chúng xoay quanh tìm kẻ hở của vị đại quan ở Quảng Nam, rồi bất thần tấn công vô cùng hung bạo mà đánh tan đạo quân của ông. Tính chất điên loạn thúc đẩy bọn man rợ đó thật ra do nguyên nhân là chúng quá khiếp đảm. Ngay bây giờ, Trẫm ra lệnh cho tất cả những ai, ở bất cứ nơi nào, có đường đổ ra cửa biển hay nằm vào các vị trí phòng thủ, phải nỗ lực cảnh giác, để không có gì phải hối tiếc.

Hơn nữa, đại dương rộng lớn ngăn cách bọn man rợ đó với lãnh thổ ta, từ ban đầu ta chẳng có hiềm khích gì với chúng, nhưng vì tham lam, đồi bại, khinh người đã thúc đẩy chúng chống lại ta một cách vô lý, lại gây ra loạn lạc ở vùng ven biển xứ ta cũng chẳng có lý do gì, chúng ra tay cướp bóc ghe thuyền và trâng tráo gây ra cảnh hỗn loạn trong dân chúng. Người trí thức kẻ thường dân, ai mà không nghiến răng phẫn nộ, nghỉ đến việc ăn thịt chúng và tìm cách lột da chúng. Vì thế không phải một người, một sớm một chiều, có thể làm được! Có ai chỉ biết ăn hoa quả của đất đai mà không biết đến trung thành và bổn phận? Trẫm ra lệnh cho tất cả quan chức các tỉnh huy động người có học cũng như toàn thể dân chúng địa phương liên hệ phải biết đứng lên và nổi dậy. Đây là lúc không được nói lên những lời do dự. Lúc không có gì e ngại, thì ta vui hưởng, cày cấy, trồng trọt, tom góp của cải và giúp đỡ lẫn nhau, nhưng khi hiểm nguy trước mặt, thì phải hợp nhau tiếp sức mà hành động, tất cả phải chiến đấu tìm giải pháp thoát khỏi hiểm nguy. Hơn nữa, từ ngày hôm nay, trong từng vùng có ai lanh lợi hiểu biết thì phải tận dụng sự lanh lợi và hiểu biết của mình cho có hiệu quả. Làng nào có được mười nhà lại chẳng có một người đáng cho ta tin cẩn. Tại sao trong những nhà tranh vách lá lại chẳng có ai xứng đáng và ưu tú đủ sức vươn lên cho người khác biết hay sao, dù họ có bị chèn ép đi nữa? Làm sao Trẫm tìm ra họ? Trẫm ra lệnh cho tất cả các quan chức, trừ ra chính quyền cấp xã, từ tỉnh trưởng đến phó tỉnh trưởng cấp một và cấp hai, phải tìm kiếm những ai biết phương cách hữu hiệu để đánh đuổi quân man rợ đang lâm vào bệnh điên rồ, mọi người phải thông báo với quan chức địa phương để tấu trình lên Trẫm, không được sơ sót và quên bất cứ ai; sau đó Trẫm sẽ lựa chọn. Tuy nhiên những ai tiến cử phải cận thận đừng quá ôm đồm làm cho thư từ hành chính trở nên nặng nề vô ích. Trẫm cũng cho tất cả các địa phương biết, không phân biệt là quan văn hay quan võ, ai thật sự có trí thông minh, lanh lợi, thành thạo, có phương tiện hành động và lòng quả cảm giết giặc cướp thì hãy xin theo các võ tướng, quan chức địa phương có bổn phận phải thông báo rõ rệt quyền hạn của họ: Một mặt chỉ bảo từng người sẽ trực thuộc đội quân nào, một mặt phải ghi nhớ tên tuổi họ.

Sáu tỉnh cực nam kể cả Bình Thuận và Khánh Hòa trực thuộc vị Đại quan tỉnh Gia Định; các tỉnh nằm giữa Bình Định và toàn thể Quảng Nam thì theo về với Đại võ quan Quảng Nam; Thừa Thiên và tất cả các tỉnh phía bắc cho đến kinh đô thì cứ theo đúng chỉ thị mà trấn áp. Những ai, sau này tỏ ra xứng đáng với Tổ quốc sẽ được ngợi khen và thăng thưởng xứng đáng. Hỡi toàn dân có mong muốn theo về với lòng quyết tâm của Trẫm không! Đây là lời tâm huyết của Trẫm.